# Bradley Lewis
Bradley Allan Lewis (født 9. november 1954 i Los Angeles) er en amerikansk tidligere roer og olympisk guldvinder.

## Rokarriere
Lewis roede for University of California, Irvine og var i 1977 med til VM i firer med styrmand. Han skulle have været med til OL 1980 i Moskva, men kom ikke med, da USA boykottede disse lege. I stedet arbejdede han på at komme med til OL 1984 i Los Angeles, nu i dobbeltsculler, som han havde været til VM i i 1983 med en sjetteplads som resultat.
OL 1984 var meget åben, idet legene blev boykottet af flere af de østeuropæiske lande, og OL-mestrene fra 1976, nordmændene Alf og Frank Hansen, ikke længere roede sammen (Alf havde indstillet karrieren). Lewis roede sammen med Paul Enquist, og de blev nummer to i indledende heat, men vandt derpå deres opsamlingsheat og var dermed i finalen. Her var de bedst og vandt guld som de første amerikanere i denne disciplin siden OL 1964. Nummer to blev belgierne Pierre-Marie Deloof og Dirk Crois, mens jugoslaverne Zoran Pančić og Milorad Stanulov fik bronze.
Lewis var en af hovedpersonerne i bogen The Amateurs af David Halberstam om flere amerikanske roeres kamp for at komme med til OL 1984.

## Videre karriere
Lewis har siden arbejdet med film og var i 2000 producer af dokumentarfilmen A Fine Balance om den amerikanske otter, der deltog ved OL 2000, hvor de var favoritter efter tre VM-titler på stribe, men hvor de kun med besvær opnåede en femteplads ved OL. Lewis har siden arbejdet med en række filmprojekter, blandt andet for HBO.

## OL-medaljer
- 1984:  Guld i dobbeltsculler